# Сан-Франциско (аэропорт)
Международный аэропорт Сан-Франциско (англ. San Francisco International Airport, IATA: SFO, ICAO: KSFO, FAA LID: SFO) — самый крупный аэропорт по пассажирообороту в области залива Сан-Франциско и второй по пассажирообороту в Калифорнии (после международного аэропорта Лос-Анджелеса).
Находится в 21 километре к югу от Сан-Франциско в о́круге Сан-Матео, между городами Сан-Бруно и Миллбрей (Millbrae).
Аэропорт связывает густонаселенную область залива Сан-Франциско со всеми основными городами США, Северной и Южной Америки, Европы, Азии и Австралии.
По данным на 2008 год международный аэропорт Сан-Франциско занимал десятое место по пассажиропотоку в США и 21-е место в мире.
Аэропорт служит хабом для авиакомпании United Airlines, а также является одним из главных аэропортов для Virgin America и Alaska Airlines. Местное население часто называет его SFO — по его коду IATA.

## Описание
На данный момент аэропорт имеет три терминала, обслуживающих местные авиалинии, а также один международный терминал.
Первый терминал обслуживает множество крупных и мелких авиакомпаний.
Второй терминал на данное время находится в состоянии реконструкции и готовится принять первых пассажиров авиакомпаний Вёрджин Америка и Джет Блу, самолёты которых последнее время прибывают и отбывают с международного терминала.
Третий терминал обслуживает только самолёты двух авиакомпаний — Юнайтед Эйрлайнс и Американ Эйрлайнс.
В аэропорту имеется станция метро системы BART, позволяющая добраться до центра Сан-Франциско и его пригородов без пересадок. На соседней станции этой системы, Millbrae Station, возможна удобная пересадка на пригородные поезда Caltrain и автобусы.
Такси из аэропорта до Сан-Франциско стоит примерно 40—50 долларов.
Аэропорт располагает различными заведениями для удобства пассажиров, включая большое количество закусочных, баров, кафе и ресторанов, магазинов, камерой хранения, общественными душевыми, медицинским пунктом, комнатой отдыха для пассажиров-военнослужащих и их семей. Также в терминалах располагаются: музей авиации им. Луиса Турпена, библиотека комиссии по аэропорту, в залах ожидания проходят постоянные и временные выставки предметов искусства. На территории аэропорта доступна бесплатная беспроводная сеть с доступом в интернет.

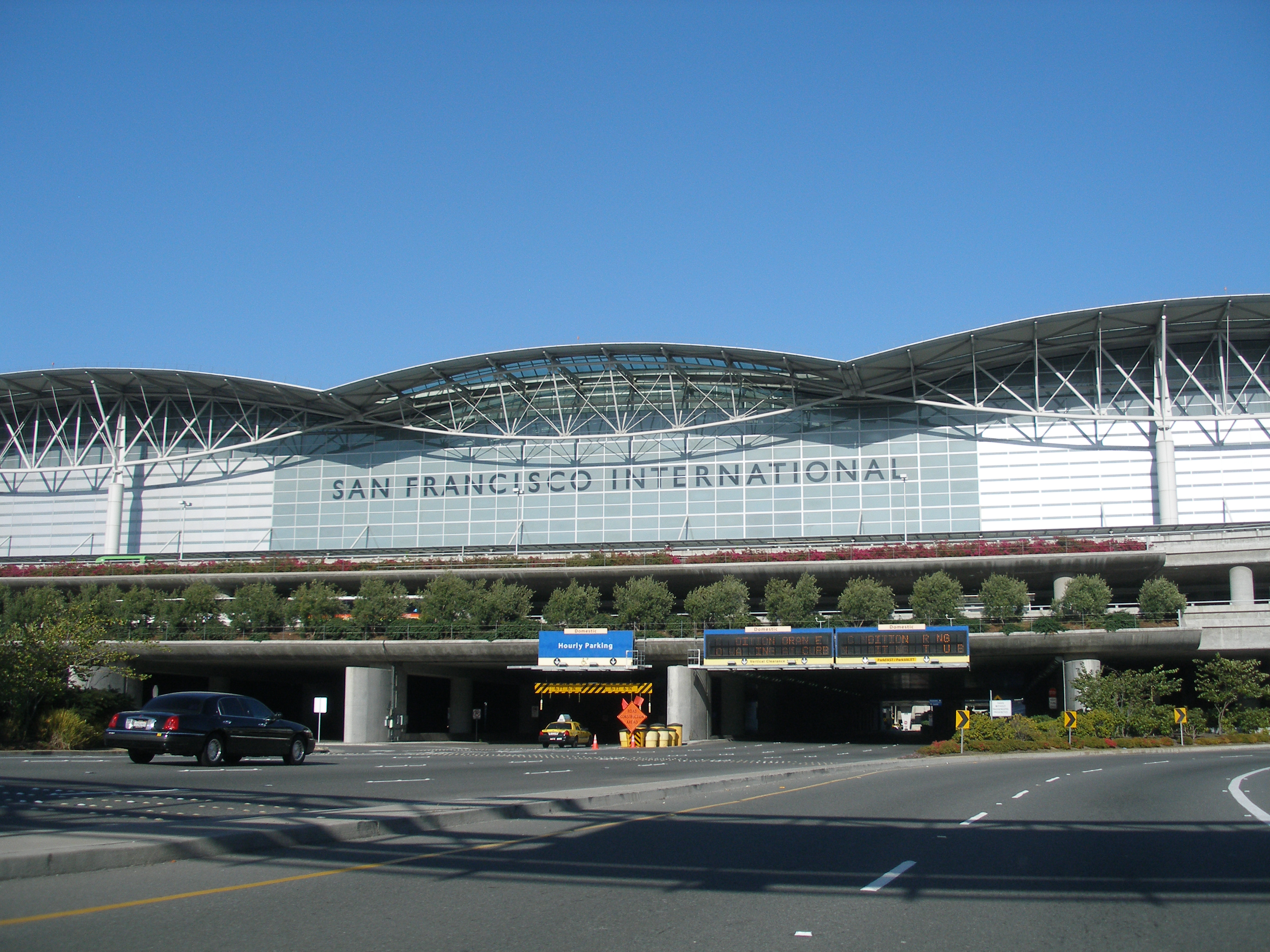
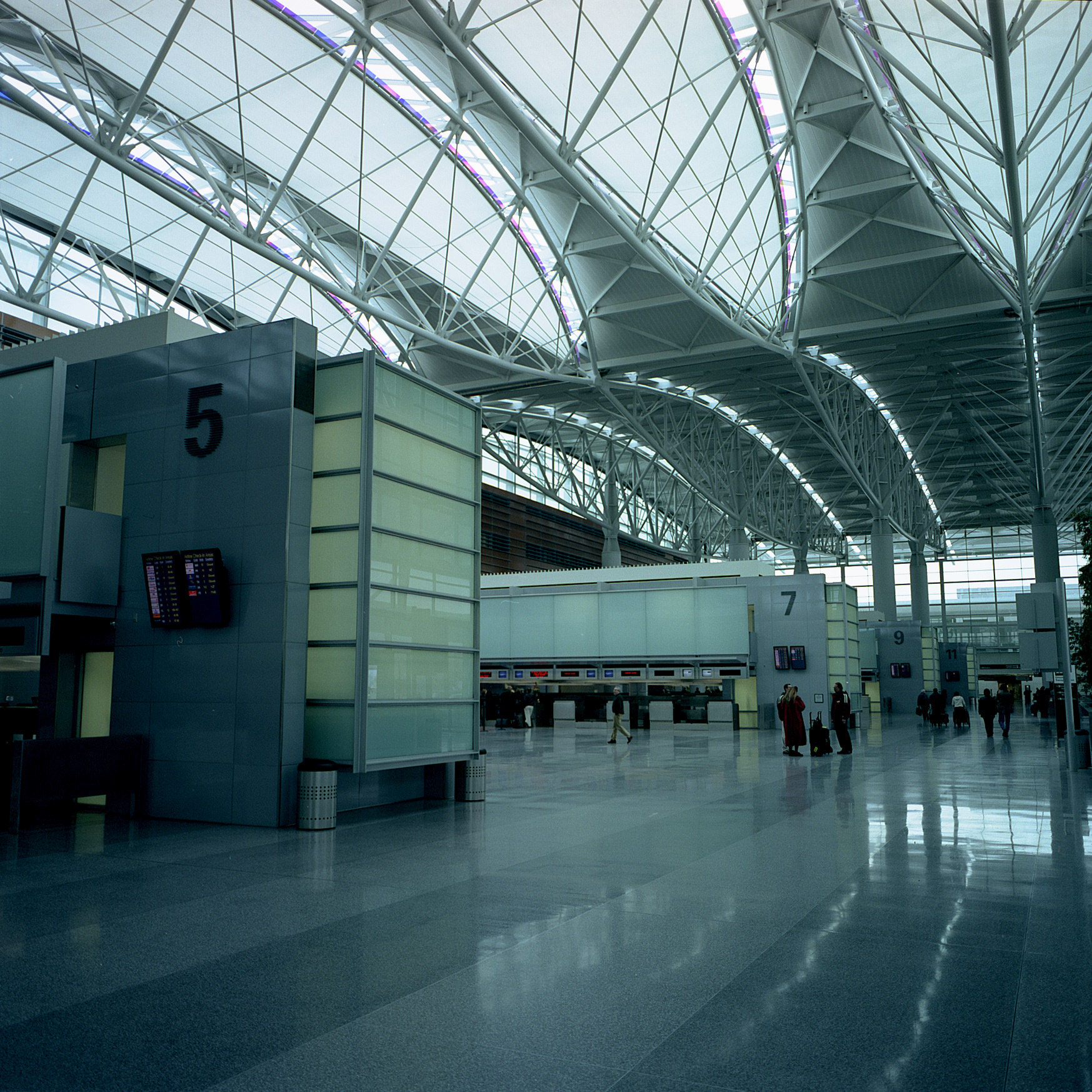

В аэропорту Сан-Франциско довольно часто случаются задержки рейсов по погодным условиям, так как в местности, где расположен аэропорт, часто бывают туманы. Кроме того, четыре взлётно-посадочные полосы (ВПП) аэропорта располагаются двумя параллельными парами, пересекающимися в виде креста. При этом две ВПП, которые образуют параллельную пару полос, расположены на расстоянии всего 130 метров друг от друга. В хорошую погоду возможна посадка на параллельные полосы одновременно (на видеохостингах можно найти видео этого процесса), но в плохую погоду подобная близость полос вынуждает использовать в каждый момент времени только одну ВПП для режима взлёта или посадки, а также накладывает жёсткие требования на работу диспетчерских служб, особенно в условиях ограниченной видимости.
Инженеры-строители выдвигали предложение[когда?] об удлинении ВПП вглубь залива за счёт насыпи (возможна также и «раздвижка» за счет нового строительства пары параллельных полос до 1,5…2 км, что обеспечит полную независимость работы параллельных ВПП). Однако, эти планы встретили сильное противодействие общественных организаций, озабоченных разрушением среды обитания морской фауны, живущей в заливе, а также ухудшением качества воды.
В феврале 2007 исследование эффектов всемирного потепления показало, что значительная часть аэропорта окажется покрытой водой при поднятии уровня моря всего на один метр.

## История
Аэропорт был открыт 7 мая 1927 года на площади 0,6 квадратных километров, служивших до того пастбищем для скота. Земля была взята в аренду у процветающего землевладельца Огдена Миллса (который, в свою очередь, взял её в аренду у своего деда — Дэриуса Миллса). Таким образом, первоначально аэропорт получил имя Лётное поля Миллса (Mills Field Municipal Airport).
В 1931 году ему был присвоен статус муниципального, и аэропорт был переименован в Муниципальный аэропорт Сан-Франциско. В 1955 — международного после чего слово «муниципальный» в названии было заменено на «международный».
Авиакомпания Юнайтед Эйрлайнс (United Airlines) осуществляла рейсы из этого аэропорта начиная с 1930-х годов.
С 1935 года авиакомпания Pan American World Airways (Пан-Ам) начала использовать данный аэропорт для регулярных рейсов гидросамолёта Чайна-Клиппер через Тихий океан. Долгое время аэропорт не имел постоянного пассажиропотока на внутренних направлениях, так продолжалось до тех пор, пока во время Второй мировой войны все пассажирские авиарейсы из аэропорта Окленда не были перемещены в аэропорт Сан-Франциско, потому как в то время Окленд выполнял в основном военные функции.
После войны Юнайтед Эйрлайнс использовала терминал Пан-Ам для рейсов на Гавайи. Постепенно аэропорт Сан-Франциско стал одним из пяти хабов Юнайтед Эйрлайнс в США. По настоящее время в Сан-Франциско находится крупнейший пункт технического обслуживания самолётов этой компании.
В 1954 году был открыт центральный пассажирский терминал. В конце пятидесятых годов аэропорт принял первые реактивные самолёты — авиакомпания United Airlines построила пункт технического обслуживания для нового тубореактивного авиалайнера Douglas DC-8.
А в июле 1959 года был установлен телескопический трап — первый в США.

### 1990-е и 2000-е
В 1989 году был подготовлен генеральный план расширения и развития на следующих два десятилетия, учитывающий возросшие требования к защите окружающей среды. Во время экономического бума в 90-х годах и бума интернет-компаний аэропорт занимал уже 6-е место в мире по пассажиропотоку. Однако, после окончания экономического бума в 2001 году потерял своё место в рейтинге и оказался в третьем десятке.
За прошедшие десятилетия аэропорт постоянно расширялся, так в декабре 2000 года был открыт новый международный терминал, переключивший на себя обслуживание международных пассажиров с второго терминала. В новом международном терминале расположились библиотека и музей авиации. Аэропорт проводил различные выставки и задолго до этого, так в 1999 году экспозиция аэропорта получила признание Американской ассоциации музеев.
22 июня 2003 года было открыто долгожданное продление линии пригородного метрополитена BART. Это позволило пассажирам пересаживаться на пригородные поезда, курсирующие вокруг залива. Также в 2003 году была открыта внутренняя полностью автоматизированная транспортная система AirTrain, поезда которой перевозят пассажиров между терминалами, многоуровневыми парковками, станцией BART и пунктом проката автомобилей.
Международный аэропорт Сан-Франциско переживал падение объёмов пассажиропотока с начала 2000-х годов, особенно со стороны авиакомпаний в нижнем ценовом сегменте. Эти компании перенесли свои рейсы в близлежащие аэропорты — Окленда (Международный аэропорт Окленда) и Сан-Хосе (последний отличается намного более благоприятными погодными условиями), которые также заметно улучшили уровень обслуживания в конце XX века.
Однако в последнее время стали очевидны положительные изменения. Так авиакомпании Sprint Airlines и Qantas начали выполнять рейсы в Сан-Франциско в 2006 году. Авиакомпания United Airlines перевела с сезонной на постоянную основу рейсы в Сеул и с 7 июня 2006 года снова начала выполнять беспосадочные рейсы в Тайбэй. Правда, рейсы в Тайбэй были через два года отменены, а вместо них было открыто сообщение с промежуточной посадкой в аэропорту Нариты.
Кроме того аэропорт в Сан-Франциско стал аэропортом базирования для недавно открывшейся авиакомпании Virgin America.
В марте 2007 года Air China увеличила частоту с пяти рейсов Сан-Франциско — Пекин в неделю до ежедневных полётов, с возможным увеличением числа рейсов до двух в день.
4 октября 2007 года в аэропорту совершил свою первую пробную посадку Airbus A380 — самый крупный в мире пассажирский самолёт. Таким образом, международный терминал также стал первым в США, готовым к приёму этого самолёта. А пятнадцать месяцев спустя — 14 января 2009 года, А380 авиакомпании Qantas совершил свой первый регулярный рейс.
14 июля 2008 года аэропорт получил награду как лучший международный аэропорт в Северной Америке за 2008 год по опросу, проведённому консалтинговым агентством Skytrax. Год спустя — 9 июля 2009 года аэропорт занял второе место, уступив первенство Международному аэропорту Даллас/Форт-Уэрт.

## Происшествия
- Катастрофа Boeing 777 в Сан-Франциско (6 июля 2013)